# 안성재
안성재(영어: Sung Anh)는 미국의 한국계 요리 연구가다. 과거 《미쉐린 가이드 서울》의 3스타 레스토랑으로 알려진 '모수 서울'의 오너셰프를 역임했다.

## 출연 작품

### TV 버라이어티
- Olive 《올리브쇼》 (2015)
- 넷플릭스 오리지널 《흑백요리사: 요리 계급 전쟁》 (2024)

### 광고
- 써브웨이 (2024)

### 잡지
- 《에스콰이어 코리아》 (2024)

## 수상
- 2024년 《엘르 스타일 어워즈》 트레일블레이저 오브 더 이어[1]